# Stenochroma borneense
Stenochroma borneense är en skalbaggsart som beskrevs av Vives, Bentanachs, Chew Kea Foo, Bentanachs och Chew Kea Foo 2009. Stenochroma borneense ingår i släktet Stenochroma och familjen långhorningar. Inga underarter finns listade i Catalogue of Life.